# Campeonato Canadiense de Fútbol 2021
El Campeonato Canadiense de Fútbol 2021 fue la edición número catorce de la competición del fútbol de Canadá. Empezó el 15 de agosto y terminó el 21 de noviembre. En esta edición, participaron 13 equipos, los 3 clubes de la Major League Soccer de los Estados Unidos, los ocho clubes de la Canadian Premier League, uno de la Première Ligue de soccer du Québec, y uno de la League1 Ontario.
Diez equipos jugaron una ronda previa para definir los rivales en Cuartos de final del Toronto FC, Forge FC y CF Montreal, quienes se avanzaron a dicha fase por ser los dos finalistas de la edición anterior, y el ganador de la edición del 2019, respectivamente.
El club campeón, CF Montréal, garantizó su lugar en la Liga de Campeones de la Concacaf 2022.

## Equipos participantes
| Equipo                 | Ciudad      | Liga                               |
| ---------------------- | ----------- | ---------------------------------- |
| Atlético Ottawa        | Ottawa      | Canadian Premier League            |
| A. S. Blainville       | Blainville  | Première Ligue de soccer du Québec |
| Cavalry FC             | Calgary     | Canadian Premier League            |
| FC Edmonton            | Edmonton    | Canadian Premier League            |
| Forge FC               | Hamilton    | Canadian Premier League            |
| HFX Wanderers          | Halifax     | Canadian Premier League            |
| Master's FA            | Scarborough | League1 Ontario                    |
| CF Montréal            | Montreal    | Major League Soccer                |
| Pacific FC             | Langford    | Canadian Premier League            |
| Toronto FC             | Toronto     | Major League Soccer                |
| Valour FC              | Winnipeg    | Canadian Premier League            |
| Vancouver Whitecaps FC | Vancouver   | Major League Soccer                |
| York United FC         | Toronto     | Canadian Premier League            |

### Equipos por provincia
| Provincia          | N.º | Equipos                                                            |
| ------------------ | --- | ------------------------------------------------------------------ |
| Ontario            | 5   | Forge FC, Atlético Ottawa, Toronto FC, Master's FA, York United FC |
| Alberta            | 2   | Calvary FC, FC Edmonton                                            |
| Columbia Británica | 2   | Pacific FC, Vancouver Whitecaps FC                                 |
| Quebec             | 2   | A. S. Blainville, CF Montréal                                      |
| Manitoba           | 1   | Valour FC                                                          |
| Nueva Escocia      | 1   | HFX Wanderers FC                                                   |

## Formato
Todo el torneo se jugó a partido único. Siete equipos de la Canadian Premier League, Master's FA, A. S. Blainville y Vancouver Whitecaps FC jugaron una ronda preliminar que definió a los equipos restantes para jugar los cuartos de final. Los partidos se disputaron entre el 15 y 26 de agosto.

## Cuadro de desarrollo
|  | Ronda preliminar 15 al 26 de agosto | Ronda preliminar 15 al 26 de agosto |                |       | Cuartos de final 15 al 22 de septiembre | Cuartos de final 15 al 22 de septiembre |  |  | Semifinales 27 de octubre al 3 de noviembre | Semifinales 27 de octubre al 3 de noviembre |  |  | Final 21 de noviembre | Final 21 de noviembre |
|  |                                     |                                     |                |       |                                         |                                         |  |  |                                             |                                             |  |  |                       |                       |
|  |                                     |                                     |                |       |                                         |                                         |  |  |                                             |                                             |  |  |                       |                       |
|  |                                     |                                     |                |       |                                         |                                         |  |  |                                             |                                             |  |  |                       |                       |
|  |                                     |                                     |                |       |                                         |                                         |  |  |                                             |                                             |  |  |                       |                       |
|  | 22 de septiembre                    |                                     |                |       |                                         |                                         |  |  |                                             |                                             |  |  |                       |                       |
|  |                                     |                                     |                |       |                                         |                                         |  |  |                                             |                                             |  |  |                       |                       |
|  | Toronto FC                          | 4                                   |                |       |                                         |                                         |  |  |                                             |                                             |  |  |                       |                       |
|  | Toronto FC                          | 4                                   | 21 de agosto   |       |                                         |                                         |  |  |                                             |                                             |  |  |                       |                       |
|  |                                     |                                     | York United    | 0     |                                         |                                         |  |  |                                             |                                             |  |  |                       |                       |
|  | York United                         | 5                                   | York United    | 0     |                                         |                                         |  |  |                                             |                                             |  |  |                       |                       |
|  | York United                         | 5                                   | 3 de noviembre |       |                                         |                                         |  |  |                                             |                                             |  |  |                       |                       |
|  | Master's FA                         | 0                                   |                |       |                                         |                                         |  |  |                                             |                                             |  |  |                       |                       |
|  | Master's FA                         | 0                                   | Toronto FC     | 2     |                                         |                                         |  |  |                                             |                                             |  |  |                       |                       |
|  | 15 de agosto                        |                                     | Toronto FC     | 2     |                                         |                                         |  |  |                                             |                                             |  |  |                       |                       |
|  |                                     | Pacific FC                          | 1              |       |                                         |                                         |  |  |                                             |                                             |  |  |                       |                       |
|  | FC Edmonton                         | Pacific FC                          | 1              | 0     |                                         |                                         |  |  |                                             |                                             |  |  |                       |                       |
|  | FC Edmonton                         | 22 de septiembre                    |                | 0     |                                         |                                         |  |  |                                             |                                             |  |  |                       |                       |
|  | Cavalry FC                          | 2                                   |                |       |                                         |                                         |  |  |                                             |                                             |  |  |                       |                       |
|  | Cavalry FC                          | 2                                   | Cavalry FC     | 0     |                                         |                                         |  |  |                                             |                                             |  |  |                       |                       |
|  | 26 de agosto                        |                                     | Cavalry FC     | 0     |                                         |                                         |  |  |                                             |                                             |  |  |                       |                       |
|  |                                     | Pacific FC                          | 1              |       |                                         |                                         |  |  |                                             |                                             |  |  |                       |                       |
|  | Pacific FC                          | Pacific FC                          | 1              | 4     |                                         |                                         |  |  |                                             |                                             |  |  |                       |                       |
|  | Pacific FC                          |                                     |                | 4     |                                         |                                         |  |  |                                             |                                             |  |  |                       |                       |
|  | Vancouver Whitecaps FC              | 3                                   |                |       |                                         |                                         |  |  |                                             |                                             |  |  |                       |                       |
|  | Vancouver Whitecaps FC              | 3                                   | Toronto FC     | 0     |                                         |                                         |  |  |                                             |                                             |  |  |                       |                       |
|  |                                     |                                     | Toronto FC     | 0     |                                         |                                         |  |  |                                             |                                             |  |  |                       |                       |
|  |                                     | CF Montréal                         | 1              |       |                                         |                                         |  |  |                                             |                                             |  |  |                       |                       |
|  |                                     | CF Montréal                         | 1              |       |                                         |                                         |  |  |                                             |                                             |  |  |                       |                       |
|  | 15 de septiembre                    |                                     |                |       |                                         |                                         |  |  |                                             |                                             |  |  |                       |                       |
|  |                                     |                                     |                |       |                                         |                                         |  |  |                                             |                                             |  |  |                       |                       |
|  | Forge FC                            | 2                                   |                |       |                                         |                                         |  |  |                                             |                                             |  |  |                       |                       |
|  | Forge FC                            | 2                                   | 21 de agosto   |       |                                         |                                         |  |  |                                             |                                             |  |  |                       |                       |
|  |                                     |                                     | Valour FC      | 1     |                                         |                                         |  |  |                                             |                                             |  |  |                       |                       |
|  | Atlético Ottawa                     | 2                                   | Valour FC      | 1     |                                         |                                         |  |  |                                             |                                             |  |  |                       |                       |
|  | Atlético Ottawa                     | 2                                   | 27 de octubre  |       |                                         |                                         |  |  |                                             |                                             |  |  |                       |                       |
|  | Valour FC                           | 3                                   |                |       |                                         |                                         |  |  |                                             |                                             |  |  |                       |                       |
|  | Valour FC                           | 3                                   | Forge FC       | 0 (7) |                                         |                                         |  |  |                                             |                                             |  |  |                       |                       |
|  | 17 de agosto                        |                                     | Forge FC       | 0 (7) |                                         |                                         |  |  |                                             |                                             |  |  |                       |                       |
|  |                                     | CF Montréal                         | 0 (8)          |       |                                         |                                         |  |  |                                             |                                             |  |  |                       |                       |
|  | HFX Wanderers                       | CF Montréal                         | 0 (8)          | 2     |                                         |                                         |  |  |                                             |                                             |  |  |                       |                       |
|  | HFX Wanderers                       | 22 de septiembre                    |                | 2     |                                         |                                         |  |  |                                             |                                             |  |  |                       |                       |
|  | A. S. Blainville                    | 1                                   |                |       |                                         |                                         |  |  |                                             |                                             |  |  |                       |                       |
|  | A. S. Blainville                    | 1                                   | HFX Wanderers  | 1     |                                         |                                         |  |  |                                             |                                             |  |  |                       |                       |
|  |                                     |                                     | HFX Wanderers  | 1     |                                         |                                         |  |  |                                             |                                             |  |  |                       |                       |
|  |                                     |                                     | CF Montréal    | 3     |                                         |                                         |  |  |                                             |                                             |  |  |                       |                       |
|  |                                     |                                     | CF Montréal    | 3     |                                         |                                         |  |  |                                             |                                             |  |  |                       |                       |
|  |                                     |                                     |                |       |                                         |                                         |  |  |                                             |                                             |  |  |                       |                       |
|  |                                     |                                     |                |       |                                         |                                         |  |  |                                             |                                             |  |  |                       |                       |
|  |                                     |                                     |                |       |                                         |                                         |  |  |                                             |                                             |  |  |                       |                       |

### Ronda preliminar

#### Edmonton - Cavalry
| 15 de agosto                             | FC Edmonton | 0:2 (0:1) | Cavalry FC           | Clarke Stadium, Edmonton                               |                                                        |
| 15:00 MT                                 |             | Reporte   | Mason 31' · Fisk 62' | Asistencia: 1189 espectadores Árbitro(s): Yusri Rudolf | Asistencia: 1189 espectadores Árbitro(s): Yusri Rudolf |
| Cavalry FC clasifica a Cuartos de final. |             |           |                      |                                                        |                                                        |

#### HFX Wanderers - A. S. Blainville
| 17 de agosto                                | HFX Wanderers                 | 2:1 (1:0) | A. S. Blainville  | Wanderers Grounds, Halifax                            |                                                       |
| 19:00 AT                                    | Bent 10' · Morelli 72' (pen.) | Reporte   | Essomé 52' (pen.) | Asistencia: 3780 espectadores Árbitro(s): Ben Hoskins | Asistencia: 3780 espectadores Árbitro(s): Ben Hoskins |
| HFX Wanderers clasifica a Cuartos de final. |                               |           |                   |                                                       |                                                       |

#### Ottawa - Valour
| 21 de agosto                            | Atlético Ottawa         | 2:3 (1:1) | Valour FC                | TD Place Stadium, Ottawa                                      |                                                               |
| 19:00 ET                                | Wright 16' · Viti 90+2' | Reporte   | Rea 30' · Ricci 60', 63' | Asistencia: 2881 espectadores Árbitro(s): Pierre-Luc Lauziere | Asistencia: 2881 espectadores Árbitro(s): Pierre-Luc Lauziere |
| Valour FC clasifica a Cuartos de final. |                         |           |                          |                                                               |                                                               |

#### York United - Master's
| 21 de agosto                              | York United FC                                                        | 5:0 (2:0) | Master's FA | York Lions Stadium, Toronto                            |                                                        |
| 15:00 ET                                  | Ferrari 38' · Ramírez 45+2' · Wilson 59' · Ulbricht 85' (pen.), 90+1' | Reporte   |             | Asistencia: 1102 espectadores Árbitro(s): Scott Bowman | Asistencia: 1102 espectadores Árbitro(s): Scott Bowman |
| York United clasifica a Cuartos de final. |                                                                       |           |             |                                                        |                                                        |

#### Pacific - Whitecaps
| 26 de agosto                             | Pacific FC                                               | 4:3 (2:1) | Vancouver Whitecaps           | Westhills Stadium, Langford                            |                                                        |
| 19:00 PT                                 | Campbell 8' (pen.) · Aparicio 28' · Heard 63' · Díaz 76' | Reporte   | Gauld 14', 66' · Dájome 90+8' | Asistencia: 4997 espectadores Árbitro(s): Juan Márquez | Asistencia: 4997 espectadores Árbitro(s): Juan Márquez |
| Pacific FC clasifica a Cuartos de final. |                                                          |           |                               |                                                        |                                                        |

### Cuartos de final

#### Forge - Valour
| 15 de septiembre                  | Forge FC                   | 2:1 (2:0) | Valour FC | Tim Hortons Field, Hamilton                            |                                                        |
| 19:30 ET                          | Choinière 33' · Pacius 38' | Reporte   | Ricci 60' | Asistencia: 2681 espectadores Árbitro(s): David Barrie | Asistencia: 2681 espectadores Árbitro(s): David Barrie |
| Forge FC clasifica a Semifinales. |                            |           |           |                                                        |                                                        |

#### HFX Wanderers - Montréal
| 22 de septiembre                     | HFX Wanderers | 1:3 (1:1) | CF Montréal                     | Wanderers Grounds, Halifax                             |                                                        |
| 18:00 AT                             | Bent 27'      | Reporte   | Miljevic 35' · Tabla 89', 90+2' | Asistencia: 6413 espectadores Árbitro(s): Yusri Rudolf | Asistencia: 6413 espectadores Árbitro(s): Yusri Rudolf |
| CF Montréal clasifica a Semifinales. |               |           |                                 |                                                        |                                                        |

#### Toronto - York United
| 22 de septiembre                    | Toronto FC                                                | 4:0 (2:0) | York United | BMO Field, Toronto                                     |                                                        |
| 19:30 ET                            | Osorio 34' · Achara 41' · Soteldo 84' (pen.) · Okello 89' | Reporte   |             | Asistencia: 3651 espectadores Árbitro(s): Juan Marquez | Asistencia: 3651 espectadores Árbitro(s): Juan Marquez |
| Toronto FC clasifica a Semifinales. |                                                           |           |             |                                                        |                                                        |

#### Cavalry - Pacific
| 22 de septiembre                    | Cavalry FC | 0:1 (0:1) | Pacific FC   | ATCO Field, Calgary    |                        |
| 20:00 MT                            |            | Reporte   | Campbell 33' | Árbitro(s): Alain Ruch | Árbitro(s): Alain Ruch |
| Pacific FC clasifica a Semifinales. |            |           |              |                        |                        |

### Semifinales

#### Forge - Montréal
| 27 de octubre                     | Forge FC | 0:0 (7:8 p.)               | CF Montréal                                                                                              | Tim Hortons Field, Hamilton                            |                                                        |
| 19:30 ET                          | | Reporte                    | | Asistencia: 5388 espectadores Árbitro(s): Yusri Rudolf | Asistencia: 5388 espectadores Árbitro(s): Yusri Rudolf |
|                                   | | Tiros desde el punto penal | |                                                        |                                                        |
|                                   | Babouli · Krutzen · Awuah · Cissé · Bekker · Browne · Choinière · Navarro · Samuel · Achinioti Jönsson · Henry |                            | Lappalainen · Johnsen · Tabla · Camacho · Zouhir · Piette · Struna · Bassong · Bayiha · Waterman · Breza |                                                        |                                                        |
| CF Montréal clasifica a la Final. | |                            | |                                                        |                                                        |

#### Toronto - Pacific
| 3 de noviembre                   | Toronto FC                     | 2:1 (2:0) | Pacific FC | BMO Field, Toronto                                            |                                                               |
| 19:30 ET                         | Altidore 15' · Shaffelburg 26' | Reporte   | Díaz 83'   | Asistencia: 5131 espectadores Árbitro(s): Pierre-Luc Lauzière | Asistencia: 5131 espectadores Árbitro(s): Pierre-Luc Lauzière |
| Toronto FC clasifica a la Final. |                                |           |            |                                                               |                                                               |

### Final

#### Montréal - Toronto
| 21 de noviembre | CF Montréal | 1:0 (0:0) | Toronto FC | Estadio Saputo, Montreal |                          |
| 13:00 ET        | Quioto 72'  | Reporte   |            | Árbitro(s): David Gantar | Árbitro(s): David Gantar |

|                                |
|                                |
| Campeón CF Montréal 5.º título |

## Goleadores
| Jugador         | Equipo                 | Goles |
| --------------- | ---------------------- | ----- |
| Austin Ricci    | Valour FC              | 3     |
| Cory Bent       | HFX Wanderers FC       | 2     |
| Alejandro Díaz  | Pacific FC             | 2     |
| Terran Campbell | Pacific FC             | 2     |
| Ryan Gauld      | Vancouver Whitecaps FC | 2     |
| Ballou Tabla    | CF Montréal            | 2     |
| Julián Ulbricht | York United FC         | 2     |